# Semasiologia

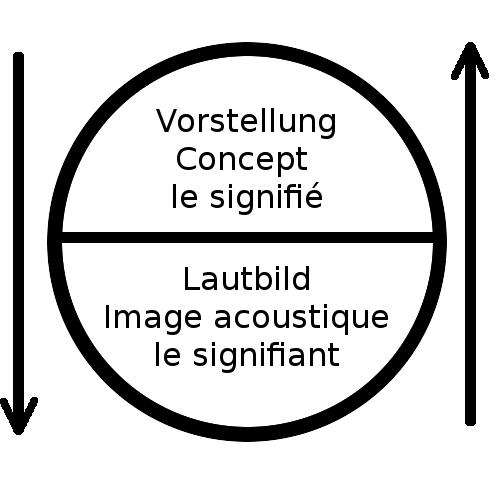
Significante e Significado, fundamentais na Semiótica saussuriana, delineiam a dualidade essencial. O primeiro, a entidade material ou fonética; o segundo, a esfera conceitual representada

A semasiologia é um ramo da lexicologia que estuda os significados (em geral, se veda o conceito de "signifié" de Saussure) e disto abstrai os significantes que o indicam em um determinado sistema linguístico.
É muito estudada juntamente com a onomasiologia, que percorre o mesmo percurso em direção oposta.